# カルロス・リー
カルロス・ノリエル・リー（Carlos Noriel Lee, 1976年6月20日 - ）は、パナマ・コクレ県アグアドゥルセ出身の元プロ野球選手。右投右打。
ニックネームは El Caballo（エル・カバージョ：スペイン語で「ウマ」の意）。

## 経歴

### ホワイトソックス時代
ロドルフォ・チアリ高校を卒業し、1994年にシカゴ・ホワイトソックスとマイナー契約を結ぶ。
1999年5月7日にアスレチックス戦で初打席初本塁打でメジャーデビューを果たし、9月中旬まで左翼手として、それ以降は指名打者として先発出場するようになった。シーズン通算で127試合に出場、打率.293・16本塁打・84打点を記録し、新人王投票で7位に入った。
2000年は152試合に出場し、左翼のレギュラーに定着。打率が3割を超えたほか、24本塁打・92打点という成績を残した。
2001年・2002年は打率が2割6分台と低迷。
2003年には158試合に出場、打率こそ.300に届かなかったが本塁打は30本を超え、打点でも自身初の100打点を記録、MVPの投票で18位に入った。
2004年シーズンまで3年連続で地区2位となり、ポストシーズン進出を逃してきた。この結果に対しケン・ウィリアムズGMは、チームを「重量打線で打ち勝つ野球」から「ディフェンスを重視する野球」に方向転換させることを決断した。

### ブルワーズ 時代

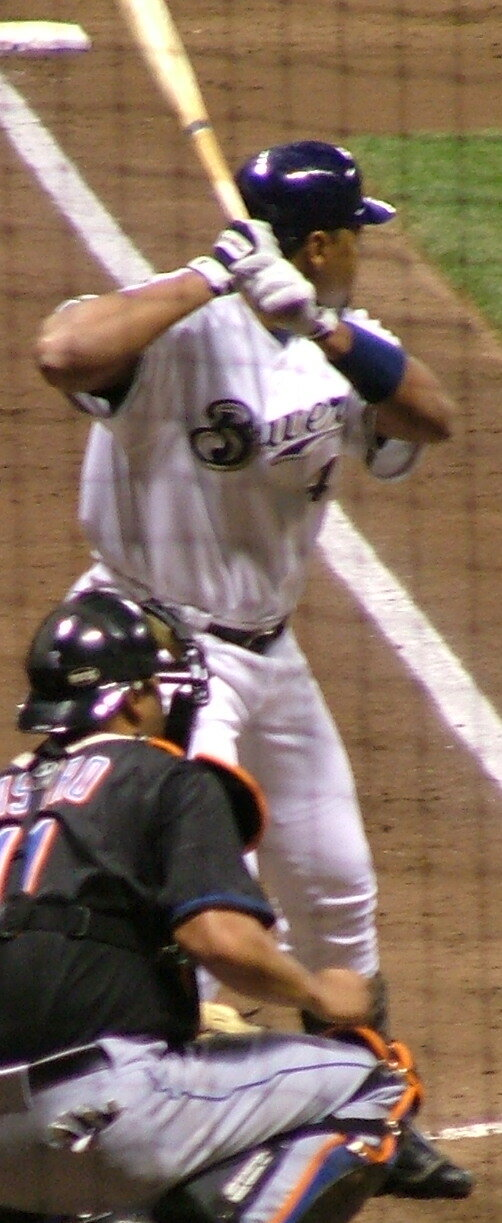
ミルウォーキー・ブルワーズ時代
(2005年5月7日)

2004年12月13日に、スコット・ポドセドニック（この年のナショナルリーグ盗塁王）らとのトレードでミルウォーキー・ブルワーズに移籍した。
2005年は前半戦までに22本塁打76打点を記録し、オールスターに初出場を果たし、ホームラン・ダービーにも出場した。本人によるとホームラン・ダービーでスウィングを崩してしまい、後半戦は10本塁打に終わった。162試合にフル出場を果たし、自己最高の32本塁打・114打点を記録し、シーズン終了後にはシルバースラッガー賞を受賞した。
2006年開幕前の3月に第1回WBCのパナマ代表に選出された。
シーズンでは、オールスターまでに26本塁打を放ち、ジェロミー・バーニッツの持つ球団記録に並んだ。昨年に続き、オールスターに選出され、ホームラン・ダービー出場を打診されたが、6月右手の痛みや、調子を落とすのを恐れダービー出場は辞退した。
この年のオフにFAとなるリーに球団は契約延長交渉を続けたが、5年総額6,000万ドルの要求に応えられなかった。

### レンジャーズ時代
2006年7月28日の "フラッグシップ・ディール" でテキサス・レンジャーズへ移籍した。リーは両リーグを跨ぎながら本塁打と打点で前年の自己記録をさらに更新する37本塁打・116打点を記録した。

### アストロズ時代
2006年11月24日、6年総額1億ドルでヒューストン・アストロズにFA移籍した。ジェフ・バグウェルとランス・バークマンの8,500万ドルを上回る球団史上最高額となった。
2007年は全162試合に出場し、6月26日には通算235本塁打に到達し、パナマ出身のメジャーリーガーとしてベン・オグリビーを上回り、単独1位となった。オールスター以後はリーグ最多の73打点をマークし、シーズン成績は打率.303・32本塁打（リーグ10位）・119打点（同3位）と、主砲として活躍した。
2008年4月2日にシーズン初本塁打を放ち、通算1,500本安打を達成し、通算902打点はパナマ出身のメジャーリーガーとしてベン・オグリビーを上回り、単独1位となった。8月には打率.550・3本塁打・11打点で3年ぶりの週間MVPに選出されたが、8月9日のレッズ戦でブロンソン・アローヨから死球を受け、左手首を骨折。メジャー初の故障者リスト入りとなったままシーズンを終えた。
2009年開幕前の3月に、第2回WBCのパナマ代表に選出され、2大会連続2度目の選出を果たした。同大会では、「4番指名打者」として出場するが7打数1安打と結果が出ずに一次リーグ敗退となってしまう。
シーズンでは、アストロズ移籍後で最小の26本塁打に終わったものの、3年連続で.300以上の打率、4年連続で100以上の打点をマークした。
2010年は、シーズンを通して打率が.250を超えることなく、メジャーデビュー以来自己最低の打率.246に終わった。本塁打と打点もアストロズ移籍後最低の数字に終わり（24本・89打点）、打撃三部門全てにおいて大幅に数字を落とした。
2011年は、前年より打率と打点で盛り返したものの、本塁打は20本に届かなかった。

### マーリンズ時代
2012年7月4日にマット・ドミンゲス、ロブ・ラスムッセンとのトレードでマイアミ・マーリンズへ移籍した。
マーリンズでは81試合で4本塁打に留まり、シーズン成績は自己最低の9本塁打、77打点。打率は自己ワースト2位となる.264に終わり、シーズン終了後にFAとなった。11月には、母国パナマで行われた第3回WBC予選のパナマ代表に選出され、3大会連続3度目の選出を果たした。
2013年6月に、現役引退を表明した。

## 詳細情報

### 年度別打撃成績
| 年 度     | 球 団     | 試 合 | 打 席 | 打 数 | 得 点 | 安 打 | 二 塁 打 | 三 塁 打 | 本 塁 打 | 塁 打 | 打 点 | 盗 塁 | 盗 塁 死 | 犠 打 | 犠 飛 | 四 球 | 敬 遠 | 死 球 | 三 振 | 併 殺 打 | 打 率 | 出 塁 率 | 長 打 率 | O P S |
| --------- | --------- | ----- | ----- | ----- | ----- | ----- | -------- | -------- | -------- | ----- | ----- | ----- | -------- | ----- | ----- | ----- | ----- | ----- | ----- | -------- | ----- | -------- | -------- | ----- |
| 1999      | CWS       | 127   | 517   | 492   | 66    | 144   | 32       | 2        | 16       | 228   | 84    | 4     | 2        | 1     | 7     | 13    | 0     | 4     | 72    | 11       | .293  | .312     | .463     | .775  |
| 2000      | CWS       | 152   | 619   | 572   | 107   | 172   | 29       | 2        | 24       | 277   | 92    | 13    | 4        | 1     | 5     | 38    | 1     | 3     | 94    | 17       | .301  | .345     | .484     | .829  |
| 2001      | CWS       | 150   | 605   | 558   | 75    | 150   | 33       | 3        | 24       | 261   | 84    | 17    | 7        | 1     | 2     | 38    | 2     | 6     | 85    | 15       | .269  | .321     | .468     | .789  |
| 2002      | CWS       | 140   | 576   | 492   | 82    | 130   | 26       | 2        | 26       | 238   | 80    | 1     | 4        | 0     | 7     | 75    | 4     | 2     | 73    | 5        | .264  | .359     | .484     | .843  |
| 2003      | CWS       | 158   | 671   | 623   | 100   | 181   | 35       | 1        | 31       | 311   | 113   | 18    | 4        | 0     | 7     | 37    | 2     | 4     | 91    | 20       | .291  | .331     | .499     | .830  |
| 2004      | CWS       | 153   | 658   | 591   | 103   | 180   | 37       | 0        | 31       | 310   | 99    | 11    | 5        | 0     | 6     | 54    | 3     | 7     | 86    | 10       | .305  | .366     | .525     | .891  |
| 2005      | MIL       | 162   | 688   | 618   | 85    | 164   | 41       | 0        | 32       | 301   | 114   | 13    | 4        | 0     | 11    | 57    | 7     | 2     | 87    | 8        | .265  | .324     | .487     | .811  |
| 2006      | MIL       | 102   | 435   | 388   | 60    | 111   | 18       | 0        | 28       | 213   | 81    | 12    | 2        | 0     | 7     | 38    | 4     | 2     | 39    | 13       | .286  | .347     | .549     | .896  |
| 2006      | TEX       | 59    | 260   | 236   | 42    | 76    | 19       | 1        | 9        | 124   | 35    | 7     | 0        | 0     | 4     | 20    | 2     | 0     | 26    | 9        | .322  | .369     | .525     | .894  |
| '06計     | TEX       | 161   | 695   | 624   | 102   | 187   | 37       | 1        | 37       | 337   | 116   | 19    | 2        | 0     | 11    | 58    | 6     | 2     | 65    | 22       | .300  | .355     | .540     | .895  |
| 2007      | HOU       | 162   | 697   | 627   | 93    | 190   | 43       | 1        | 32       | 331   | 119   | 10    | 5        | 0     | 13    | 53    | 10    | 4     | 63    | 27       | .303  | .354     | .528     | .882  |
| 2008      | HOU       | 115   | 481   | 436   | 61    | 137   | 27       | 0        | 28       | 248   | 100   | 4     | 1        | 0     | 5     | 37    | 7     | 3     | 49    | 8        | .314  | .368     | .569     | .937  |
| 2009      | HOU       | 160   | 662   | 610   | 65    | 183   | 35       | 1        | 26       | 298   | 102   | 5     | 3        | 0     | 8     | 41    | 5     | 3     | 51    | 21       | .300  | .343     | .489     | .831  |
| 2010      | HOU       | 157   | 649   | 605   | 67    | 149   | 29       | 1        | 24       | 252   | 89    | 3     | 3        | 0     | 4     | 37    | 1     | 3     | 59    | 20       | .246  | .291     | .417     | .708  |
| 2011      | HOU       | 155   | 653   | 585   | 66    | 161   | 38       | 4        | 18       | 261   | 94    | 4     | 3        | 0     | 6     | 59    | 8     | 3     | 60    | 9        | .275  | .342     | .446     | .788  |
| 2012      | HOU       | 66    | 277   | 258   | 24    | 74    | 15       | 1        | 5        | 106   | 29    | 0     | 0        | 0     | 0     | 19    | 2     | 0     | 17    | 7        | .287  | .336     | .411     | .747  |
| 2012      | MIA       | 81    | 338   | 292   | 29    | 71    | 12       | 0        | 4        | 95    | 48    | 3     | 0        | 0     | 6     | 39    | 2     | 1     | 32    | 6        | .243  | .328     | .325     | .654  |
| '12計     | MIA       | 147   | 615   | 550   | 53    | 145   | 27       | 1        | 9        | 201   | 77    | 3     | 0        | 0     | 6     | 58    | 4     | 1     | 49    | 13       | .264  | .332     | .365     | .697  |
| MLB：14年 | MLB：14年 | 2099  | 8787  | 7983  | 1125  | 2273  | 469      | 19       | 358      | 3854  | 1363  | 125   | 47       | 3     | 98    | 655   | 60    | 47    | 984   | 206      | .285  | .339     | .483     | .821  |

- 各年度の太字はリーグ最高

### 表彰
- シルバースラッガー賞 2回：2005年、2007年

### 記録
- MLBオールスターゲーム選出 3回：2005年 - 2007年

### 代表歴
- 2006 ワールド・ベースボール・クラシック・パナマ代表
- 2009 ワールド・ベースボール・クラシック・パナマ代表
- 2013 ワールド・ベースボール・クラシック・パナマ代表